# Chamis Abu Samra
Chamis Abd al-Munim Abu Samra (arab. خميس عبد المنعم أبو سمرة) – egipski zapaśnik walczący w obu stylach. Złoty medalista mistrzostw Afryki w 1982 i srebrny w 1984. Czwarty na igrzyskach śródziemnomorskich w 1979 i szósty w 1983. Piąty w Pucharze Świata w 1980, 1982 i 1984. Drugi i trzeci na wojskowych MŚ w 1983 roku.